# Brachytrupes grandidieri
Brachytrupes grandidieri är en insektsart som först beskrevs av Henri Saussure 1877.  Brachytrupes grandidieri ingår i släktet Brachytrupes och familjen syrsor. Inga underarter finns listade i Catalogue of Life.